# روان، فرغانه
روان، فرغانه (به لاتین: Ravan, Uzbekistan) یک منطقهٔ مسکونی در ازبکستان است که در استان فرغانه واقع شده‌است.

## خصوصیات
روان  ۵٬۹۰۰ نفر جمعیت دارد.